# Heiligenhafen
Heiligenhafen település Németországban, Schleswig-Holstein tartományban. Lakosainak száma 9373 fő (2023. december 31.).

## Népesség
A település népességének változása:
| Lakosok száma | 9588 | 9221 | 9126 | 9117 | 9157 | 9211 | 9283 | 9330 | 9373 |
|               | 1975 | 2010 | 2015 | 2017 | 2018 | 2019 | 2021 | 2022 | 2023 |